# Championnat de France de rugby à XV de 2e division fédérale 2015-2016
Navigation
Fédérale 2 2014-2015 Fédérale 2 2016-2017
Cette page présente la saison 2015-2016 de Fédérale 2 dont les phases de poule débutent en septembre 2015 pour se terminer en avril 2016.

## Composition et classement des poules[1]
Les équipes classées aux 1re, 2e, 3e et 4e de chaque poule sont qualifiées pour les phases finales du championnat de France.

Les équipes classées aux 9e et 10e de chaque poule sont relégués en division honneur régional pour la saison suivante. 

### Poules 1, 2, 3, 4
- : Qualifiés pour les phases finales
- : Promu en Fédérale 1
- : Relégué en Fédérale 3

| Poule 1 1. Stade nantais 75 pts 2. RC Suresnes 65 pts 3. US Tours 49 pts 4. CA Orsay 49 pts 5. RC Orléans 47 pts 6. Rugby Chartres Métropole 46 pts 7. Clamart Rugby 92 27 pts 8. Stade domontois RC 25 pts 9. Rennes étudiants club 21 pts 10. Rugby club compiègnois 19 pts | Poule 2 1. CSM Gennevilliers 66 pts 2. Montluçon rugby 65 pts 3. Stade Dijonnais 59 pts 4. Saint-Denis US 53 pts 5. CS Beaune 44 pts 6. RC Arras 36 pts 7. Beauvais XV RC 36 pts 8. CO Le Creusot 36 pts 9. Paris UC 34 pts 10. US Tavaux Damparis | Poule 3 1. AS Villeurbanne 77 pts 2. US Annecy 61 pts 3. Sporting club royannais 57 pts 4. FCS Rumilly 47 pts 5. Saint-Savin sportif 45 pts 6. US beaurepairoise 40 pts 7. US Meyzieu 40 pts 8. CA Saint-Étienne 35 pts 9. CS Villefranche-sur-Saône 20 pts 10. RC Seyssins 2 pts | Poule 4 1. RC Nîmes 64 pts 2. RC Carqueiranne-Hyères 62 pts 3. AS Bédarrides Châteauneuf-du-Pape 55 pts 4. RC Tricastin 55 pts 5. RC Châteaurenard 43 pts 6. CA raphaëlo-fréjusien 36 pts 7. Stade niçois 36 pts 8. SC Leucate-Roquefort 33 pts 9. Aviron gruissanais 26 pts 10. RC Six fournais 14 pts |

### Poules 5, 6, 7, 8
- : Qualifiés pour les phases finales
- : Promu en Fédérale 1
- : Relégué en Fédérale 3

| Poule 5 1. US Saint-Sulpice 66 pts 2. SC Mazamet 56 pts 3. US L'Isle-Jourdain 53 pts 4. FC Villefranche 52 pts 5. Céret sportif 51 pts 6. Balma olympique 32 pts 7. UA Saverdun 31 pts 8. Salanque Côte Radieuse 30 pts 9. AS Fleurance 27 pts 10. Entente Astarac Bigorre 25 pts | Poule 6 1. Saint-Jean-de-Luz olympique 66 pts 2. CA Castelsarrasin 61 pts 3. Stade hendayais 47 pts 4. US Marmande 44 pts 5. FC Lourdes 43 pts 6. US Orthez 35 pts 7. CA Lannemezan 33 pts 8. Boucau Tarnos stade 33 pts 9. US Casteljaloux 28 pts 10. RC montalbanais 26 pts | Poule 7 1. SA Trélissac 71 pts 2. UA Gaillac 65 pts 3. SO Millau 55 pts 4. Cahors rugby 50 pts 5. SC decazevillois 48 pts 6. AS Saint-Junien 41 pts 7. EV Malemort Brive O 39 pts 8. US Issoire 23 pts 9. Lévézou Ségala Aveyron XV 10. GS Figeac 17 pts | Poule 8 1. RAC angérien 63 pts 2. Stade niortais 61 pts 3. RC bassin d'Arcachon 56 pts 4. US Nafarroa 47 pts 5. SA Hagetmau 45 pts 6. US Morlaàs 38 pts 7. Peyrehorade sports rugby 33 pts 8. CA Lormont 32 pts 9. Avenir aturin 27 pts 10. Saint-Paul sports rugby 17 pts |

## Phases finales

### Seizièmes de finale
| Équipe               | Aller   | Total   | Retour  | Équipe                                        |
| -------------------- | ------- | ------- | ------- | --------------------------------------------- |
| Saint-Denis US       | 24 - 24 | 42 - 58 | 18 - 34 | Stade Nantais                                 |
| US Tours             | 24 - 18 | 33 - 48 | 9 - 30  | Montluçon Rugby                               |
| CA Orsay RC          | 25 - 24 | 42 - 46 | 17 - 22 | CSM Gennevilliers                             |
| Stade Dijonnais      | 15 - 15 | 34 - 32 | 19 - 17 | RC Suresnes                                   |
| RC Tricastin         | 14 - 29 | 28 - 73 | 14 - 44 | ASVEL Rugby                                   |
| SC Royans            | 16 - 22 | 30 - 67 | 14 - 45 | Rugby Club Hyères Carqueiranne la Crau(RCHCC) |
| FCS Rumilly (rugby)  | 0 - 12  | 12 - 31 | 12 - 19 | RC Nîmes                                      |
| AS Bédarrides        | 13 - 13 | 32 - 29 | 19 - 16 | Union sportive Annecy                         |
| US Marmande          | 27 - 32 | 30 - 66 | 3 - 34  | US Saint-Sulpice                              |
| US L'Isle-Jourdain   | 14 - 19 | 24 - 38 | 10 - 19 | CA Castelsarrasin                             |
| FC Villefranche      | 11 - 20 | 24 - 48 | 13 - 28 | Saint-Jean-de-Luz OR                          |
| Stade hendayais      | 25 - 15 | 41 - 36 | 16 - 21 | SC Mazamet                                    |
| US Nafarroa          | 21 - 9  | 30 - 33 | 9 - 24  | SA Trélissac                                  |
| SO Millau            | 25 - 6  | 35 - 23 | 10 - 17 | Stade niortais                                |
| Cahors Rugby         | 6 - 29  | 21 - 63 | 15 - 34 | RAC Saint-Jean d'Angély                       |
| RC bassin d'Arcachon | 19 - 15 | 27 - 45 | 8 - 30  | UA Gaillac                                    |

### Huitièmes de finale
Les vainqueurs sont promus en Fédérale 1
| Équipe                                        | Aller   | Total   | Retour  | Équipe                  |
| --------------------------------------------- | ------- | ------- | ------- | ----------------------- |
| Montluçon Rugby                               | 24 - 25 | 36 - 47 | 12 - 22 | Stade Nantais           |
| Stade Dijonnais                               | 22 - 10 | 28 - 17 | 6 - 7   | CSM Gennevilliers       |
| Rugby Club Hyères Carqueiranne la Crau(RCHCC) | 16 - 46 | 33 - 97 | 17 - 51 | ASVEL                   |
| AS Bédarrides                                 | 15 - 20 | 22 - 65 | 7 - 45  | RC Nîmes                |
| CA Castelsarrasin                             | 28 - 15 | 50 - 50 | 22 - 35 | US Saint-Sulpice        |
| Stade Hendayais                               | 18 - 22 | 33 - 57 | 15 - 35 | Saint-Jean-de-Luz OR    |
| SO Millau                                     | 22 - 21 | 28 - 51 | 6 - 30  | SA Trélissac            |
| UA Gaillac                                    | 23 - 8  | 32 - 40 | 9 - 32  | RAC Saint-Jean d'Angély |

### Quarts, demis et finale
|  | Quarts de finale     | Quarts de finale     |                      |    | Demi-finales | Demi-finales |  |  | Finale | Finale |
|  | Quarts de finale     | Quarts de finale     |                      |    | Demi-finales | Demi-finales |  |  | Finale | Finale |
|  |                      |                      |                      |    |              |              |  |  |        |        |
|  |                      |                      |                      |    |              |              |  |  |        |        |
|  |                      |                      |                      |    |              |              |  |  |        |        |
|  | Stade Nantais        | 30                   |                      |    |              |              |  |  |        |        |
|  | Stade Nantais        | 30                   |                      |    |              |              |  |  |        |        |
|  | Stade Dijonnais      | 17                   |                      |    |              |              |  |  |        |        |
|  | Stade Dijonnais      | 17                   | Stade Nantais        | 13 |              |              |  |  |        |        |
|  |                      |                      | Stade Nantais        | 13 |              |              |  |  |        |        |
|  |                      | ASVEL                | 23                   |    |              |              |  |  |        |        |
|  | ASVEL                | ASVEL                | 23                   | 29 |              |              |  |  |        |        |
|  | ASVEL                |                      |                      | 29 |              |              |  |  |        |        |
|  | RC Nîmes             | 19                   |                      |    |              |              |  |  |        |        |
|  | RC Nîmes             | 19                   | ASVEL                | 21 |              |              |  |  |        |        |
|  |                      |                      | ASVEL                | 21 |              |              |  |  |        |        |
|  |                      | Saint-Jean-de-Luz OR | 24                   |    |              |              |  |  |        |        |
|  | US Saint-Sulpice     | Saint-Jean-de-Luz OR | 24                   | 20 |              |              |  |  |        |        |
|  | US Saint-Sulpice     |                      |                      | 20 |              |              |  |  |        |        |
|  | Saint-Jean-de-Luz OR | 24                   |                      |    |              |              |  |  |        |        |
|  | Saint-Jean-de-Luz OR | 24                   | Saint-Jean-de-Luz OR | 28 |              |              |  |  |        |        |
|  |                      |                      | Saint-Jean-de-Luz OR | 28 |              |              |  |  |        |        |
|  |                      | Saint-Jean d'Angély  | 21                   |    |              |              |  |  |        |        |
|  | SA Trélissac         | Saint-Jean d'Angély  | 21                   | 21 |              |              |  |  |        |        |
|  | SA Trélissac         |                      |                      | 21 |              |              |  |  |        |        |
|  | Saint-Jean d'Angély  | 26                   |                      |    |              |              |  |  |        |        |
|  | Saint-Jean d'Angély  | 26                   |                      |    |              |              |  |  |        |        |